# Pacto de Santoña

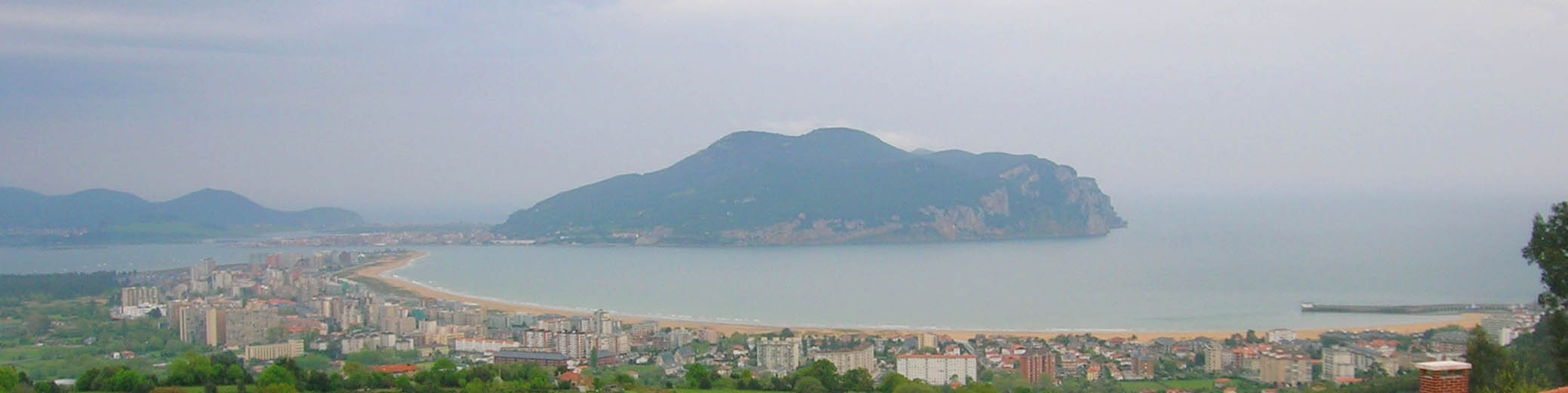
La población de Santoña se sitúa sobre una península, rodeada por el mar Cantábrico, el estuario del Asón y por marismas, toda ella dominada por el monte Buciero. Debido a la privilegiada situación estratégica y a tener su plaza fuerte un excelente puerto, la península ha sido ampliamente fortificada desde antiguo. En la imagen se aprecia en primer plano la población de Laredo y al fondo a la izquierda la localidad de Santoña.

Se conoce como Pacto de Santoña a un acuerdo firmado el 24 de agosto de 1937 durante la caída del Frente del Norte en la guerra civil española entre dirigentes políticos vinculados al Partido Nacionalista Vasco y los mandos de las fuerzas italianas que combatían en apoyo del bando franquista en el municipio de Guriezo, próximo a Santoña (Cantabria).
A pesar de que el pacto acabó fracasando, fue considerado como una «traición» a la República, siendo un pacto coherente con la visión de la guerra mantenida por muchos líderes peneuvistas, quizás no por el lendakari José Antonio Aguirre, según la cual no tenía sentido luchar fuera de su nación porque «no se batían por la República sino por la libertad de Euskadi».
La evacuación por mar hacia Francia comenzó el día 26 de agosto, el mismo día que caía Santander en manos del bando sublevado. Pero el general Franco no aceptó el pacto y ordenó que los oficiales y dirigentes vascos fueran desembarcados de los dos buques ingleses que los habían recogido. Después de varios días resistiéndose, el 4 de septiembre los italianos los entregaron. Inmediatamente se pusieron en marcha los consejos de guerra sumarísimos que dictaron centenares de sentencias de muerte. Toda la cúpula militar del ejército vasco fue ejecutada. Entre los detenidos se encontraban los 81 capellanes del ejército vasco. Tres de ellos fueron condenados a muerte, pero sus penas fueron conmutadas. Los demás fueron sentenciados a penas de entre seis y treinta años de prisión. Algunos, como el padre pasionista Victoriano Gondra Muruaga (aita Patxi), fueron encarcelados en el campo de concentración de San Pedro de Cardeña.

## Antecedentes
Durante la batalla de Santander, y ante el rápido avance de las tropas franquistas, las líneas de defensa se hundieron y cundió el pánico en el bando republicano, siendo numerosas las deserciones. En Santoña se fueron concentrando, por orden del Partido Nacionalista Vasco (PNV), tres batallones de la 50 División de Choque vasca ligados a este partido que habían abandonado sus posiciones en la noche del 21 al 22 de agosto, y a los que posteriormente se sumarían otros doce.

## La negociación del pacto
Desde la primavera, antes de la caída de Bilbao y de las últimas plazas que controlaba el gobierno vasco, Juan de Ajuriaguerra, presidente del Bizkai Buru Batzar, había estado negociando durante varios meses un acuerdo de rendición con la mediación del cardenal Eugenio Pacelli (futuro papa Pío XII) en representación de la Santa Sede, que llegó a oídos del gobierno de la República al interceptar un telegrama:

11126 sss CInA DEL Vaticano 1 200 — 199 8 1340 ETAT — Su Excelencia Aguirre, Bilbao — tengo el honor de comunicar a vuestra excelencia que los generales Franco y Mola, interrogados expresamente acerca del asunto, han hecho conocer ahora a la Santa Sede las condiciones de una eventual rendición inmediata de Bilbao. 1: se empeñan en conservar intacto Bilbao. 2: facilitarán la salida de todos los dirigentes. 3: completa garantía que el ejército de Franco respetará personas y cosas. 4: libertad absoluta para los milicianos soldados que se rindan con las armas. 5: (...). 6: serán respetadas la vida y los bienes de aquellos que se rindieren de buena fe, aún para los jefes. 7; en el orden político, descentralización administrativa en la misma forma que la disfruten otras regiones. 8; (...), el Santo Padre exhorta a vuestra excelencia a tomar en atento y solícito examen dichas proposiciones con el deseo de ver finalmente cesar el sangriento conflicto. Cardenal Pacelli.

El presidente del Consejo de Ministros, Largo Caballero, se reunió con los ministros más próximos y decidió no hacer público el mensaje, que permaneció desconocido hasta el fin de la guerra para el PNV y el Gobierno Vasco, aunque demuestra el conocimiento de los mismos que tenía el lendakari. Una figura importante de estos pactos, en los que intervenía el ejército italiano, sería el padre Alberto Onaindía, quien se había reunido en secreto con el coronel italiano Di Carlo cerca de Algorta (Vizcaya), el 25 de junio. Fruto de este encuentro surgió un viaje del militar a Roma para dar explicaciones sobre el problema vasco al ministro de Asuntos Exteriores italiano, Galeazzo Ciano.
El papel del lendakari José Antonio Aguirre sigue siendo aún incierto. Se desconoce si fue víctima de la insubordinación de su propio partido, o por el contrario ya conocía y permitió de antemano estos contactos. Cuando durante la batalla de Santander el general Gámir, jefe del Ejército del Norte, descubrió alarmado la postura del Ejército Vasco Aguirre simuló ignorarlo. Parece que el presidente vasco no era partidario del acuerdo con los italianos, de los que no se fiaba, pero es posible que intentara utilizarlo para sacar en barcos a su ejército hasta Francia con la intención de que luego regresaran a territorio republicano por Cataluña para continuar la guerra.

## El pacto y su incumplimiento
En estas circunstancias se llegó a un acuerdo a espaldas del gobierno de la República, en Valencia en esos momentos, por el que el Eusko Gudarostea se rendiría, entregando sus armas a los italianos, a cambio de que respetasen la vida de sus soldados y fueran considerados prisioneros de guerra bajo la soberanía italiana, permitiendo evacuar a los dirigentes políticos, funcionarios vascos y a los oficiales que lo deseasen por mar. En aquel momento los vascos aceptaron la rendición sin ulteriores condiciones, aunque trataron inútilmente de conseguir unas mayores garantías del coronel Farina, jefe del estado mayor de las fuerzas italianas. Así las cosas los italianos entraron en Santoña y se hicieron cargo de la administración civil.
El 26 de agosto habían entrado al puerto santoñés los buques mercantes ingleses Bobie y Seven Seas Spray procedentes de Bayona bajo la protección del destructor inglés HMS Keith. Comienza de inmediato el embarque de refugiados, olvidando a miles de republicanos no vascos que luchaban en aquel sector y que no fueron incluidos bajo la protección del pacto. A las 10 de la mañana, enterado el general Dávila, este ordena, por decisión directa de Franco, la inmediata suspensión de la operación y el desembarque, incumpliendo las condiciones firmadas por ambas partes. El coronel Farina dijo al oficial del Comité de No Intervención que presenciaba impasible los hechos:

«Es lamentable que un general italiano [el general Mancini] no cumpla con la palabra dada; no hay en la historia un caso semejante.»

Únicamente el mercante Bobie abandona finalmente el puerto con 533 heridos a bordo escoltado por el Keith.

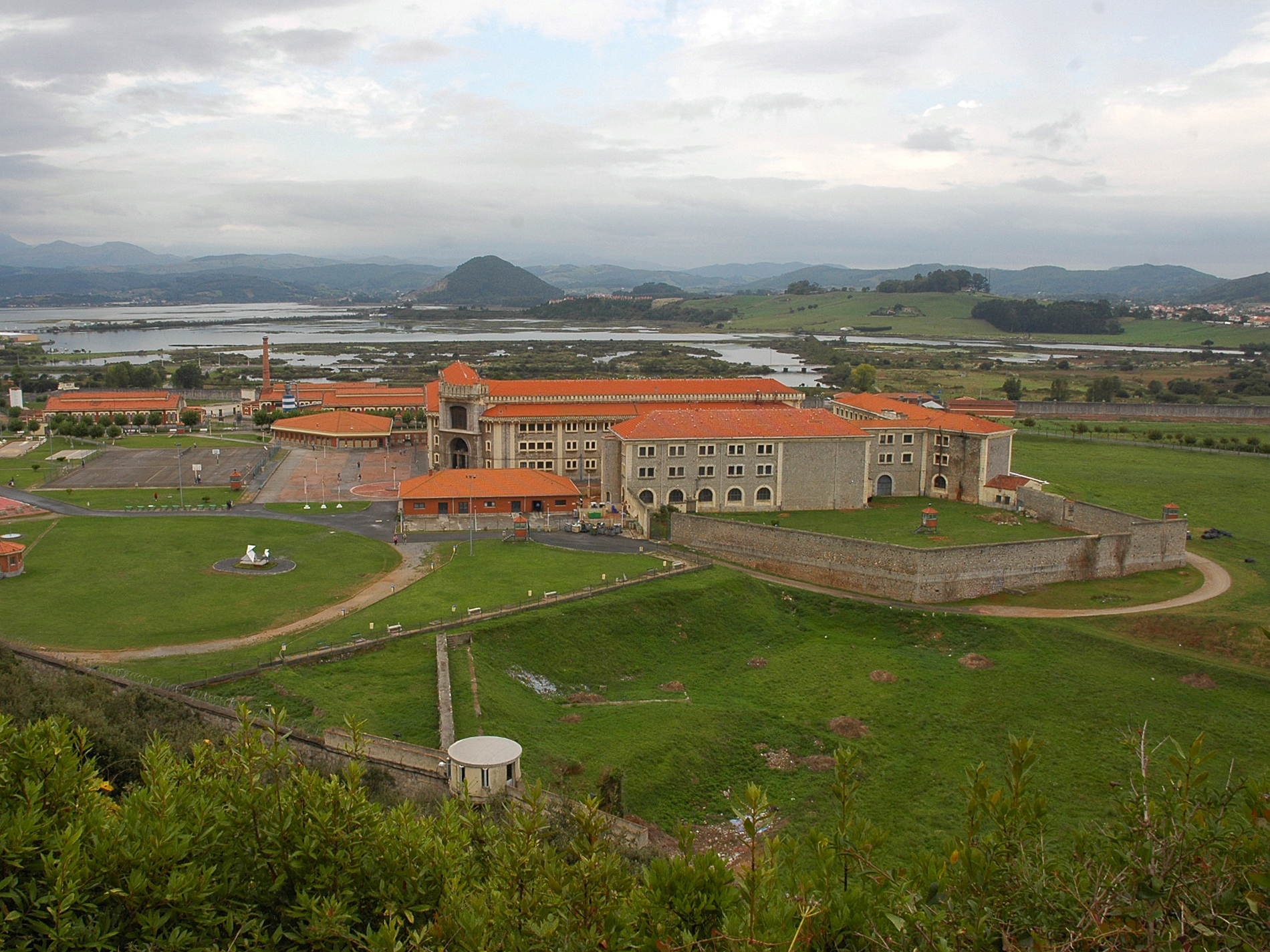
Penal de El Dueso, en Santoña, donde fueron recluidas las tropas republicanas vascas.

El pacto no llegó a su término, en parte debido al retraso de la llegada de los buques de evacuación y al ser desautorizado finalmente por el alto mando franquista, que ordenó inmediatamente el internamiento de los republicanos en la prisión de El Dueso. Hacia noviembre, cerca de 11 000 gudaris habían sido puestos en libertad, 5.400 estaban integrados en batallones de trabajo, 5.600 en prisión y se habían dictado 510 sentencias de muerte, siendo asesinados, fusilados o ahorcados la mayoría de los jefes militares y políticos republicanos.

### Las razones del pacto
Las razones del pacto no están aún claras. Una hipótesis es que la pérdida del territorio privó de motivos para luchar al ejército vasco, aunque sus dirigentes arguyeron la responsabilidad del gobierno de la República al no haberles enviado aviones para hacer frente a la ofensiva franquista. No obstante, no parece factible que Indalecio Prieto, ministro republicano de Defensa Nacional por aquel entonces (gobierno Negrín) y muy ligado a Bilbao, no brindara los recursos necesarios para impedir la caída de la ciudad y de su Cinturón de Hierro. De hecho, Negrín y Prieto enviaron toda la aviación de caza de la República a Bilbao, habiendo programado en secreto con el gobierno de León Blum una escala en el Sur de Francia para repostar combustible; sin embargo, el hecho fue denunciado por agentes del Comité de No Intervención y los aviones retenidos y desarmados en suelo francés, frustrando todo ello la operación de ayuda aérea a la capital vasca.
Es evidente que la convivencia de dos milicias radicalmente diferentes, una la nacionalista al mando del PNV de carácter conservador y católico y otra la compuesta por seguidores de la izquierda y anarquistas, muchos de ellos participantes en la Revolución de 1934, era difícil y la realidad es que no había relación alguna entre ellas, pese a las órdenes expresas de formar brigadas mixtas.

## Consecuencias
En todo caso el comportamiento del nacionalismo vasco no dejó de tener importantes implicaciones militares. En palabras de Juan Ruiz Olazarán:

Con el abandono de las defensas encomendadas a los batallones vascos en territorios montañeses, que si hubiesen cumplido como era su deber, sin duda el avance italiano primero y falangista después, se hubiese retrasado el tiempo necesario y posible para dar tiempo a Santander a reorganizar su evacuación a Asturias, evitando ciertamente el desorden causado por las tropas montañesas, cierto, pero en mayor grado la deserción vasca, controlada, orientada y aconsejada por las autoridades vascas.
Causa General de Madrid, leg. 1543-1. Recogido por Solla Gutiérrez, M. A. en op. cit.

Este hecho ha permanecido silenciado durante mucho tiempo por ambas partes. Los republicanos no querían reconocer la «traición» de parte de sus tropas, los nacionalistas vascos no querían admitir que tuvieron contactos para abandonar a la República y los franquistas se resistían a asumir que una fuerza extranjera actuaba de manera autónoma y se permitía establecer negociaciones a sus espaldas con el enemigo.
Tal como fuera, el Pacto de Santoña ha llegado a alcanzar gran trascendencia política e ideológica en España, siendo muy polémico al señalarlo por unos como una «traición» del Partido Nacionalista Vasco a la República y ser justificado por otros.